# Каре (народ)
Каре или Кари је народ настањен у Заиру, североисточно од народа Монго и на југоистоку у Централноафричкој Републици.
Има их 235.218, од тога у Заиру 143.921 и у Централноафричкој Републици 91.297. Језик припада бенуе-конгоанској подгрупи атлантско-конгоанске групе нигерконгоанске породице језика. Вера су традиционална месна веровања (култ предака и сила природе).